# Schoonvrucht
Schoonvrucht (Callicarpa bodinieri), in de volksmond vaak 'paarsebesjesplant' genoemd, is een struik die behoort tot de lipbloemenfamilie, maar werd vroeger tot de ijzerhardfamilie gerekend. De soort plant zich voort door middel van kruisbestuiving. 'Schoonvrucht' is een letterlijke vertaling van Callicarpa, de naam van het geslacht waartoe de soort behoort.

## Cultivar
Callicarpa bodinieri var. giraldii 'Profusion' is een cultivar uit Nederland. Het is een bladverliezende struik met ovale tegenoverstaande groene bladeren, die tot diep in het najaar aan de takken blijven.
Voordat het blad afvalt, kleurt het geel. De heester heeft dan in bijna iedere oksel van de takken trosjes met grijze besachtige steenvruchten, die vanaf december een violette kleur krijgen. De vruchten worden weinig door vogels gegeten, ze zijn erg bitter en blijven daardoor tot diep in de winter aan de takken.
De struik wordt gemiddeld tot 1,5 m hoog en behoeft een goed gedraineerde vochtige standplaats in de halfschaduw.

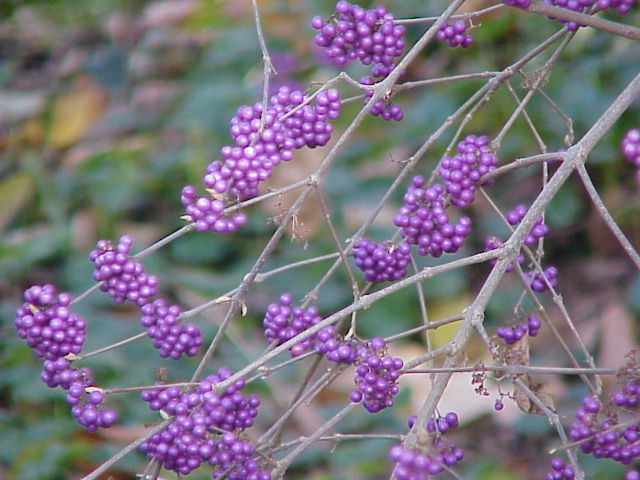
Callicarpa bodinieri var. giraldii
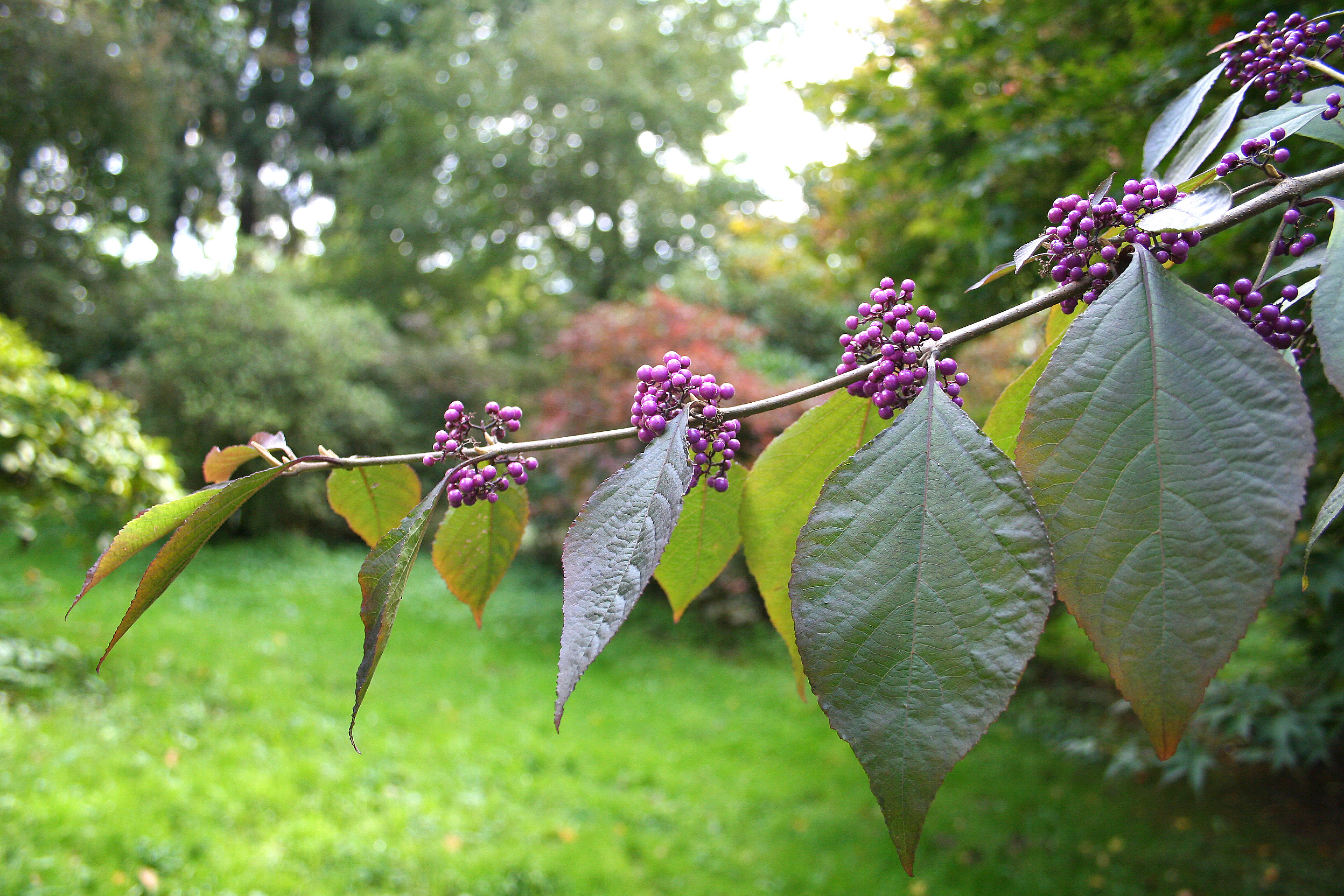
Callicarpa bodinieri var. giraldii 'Profusion'
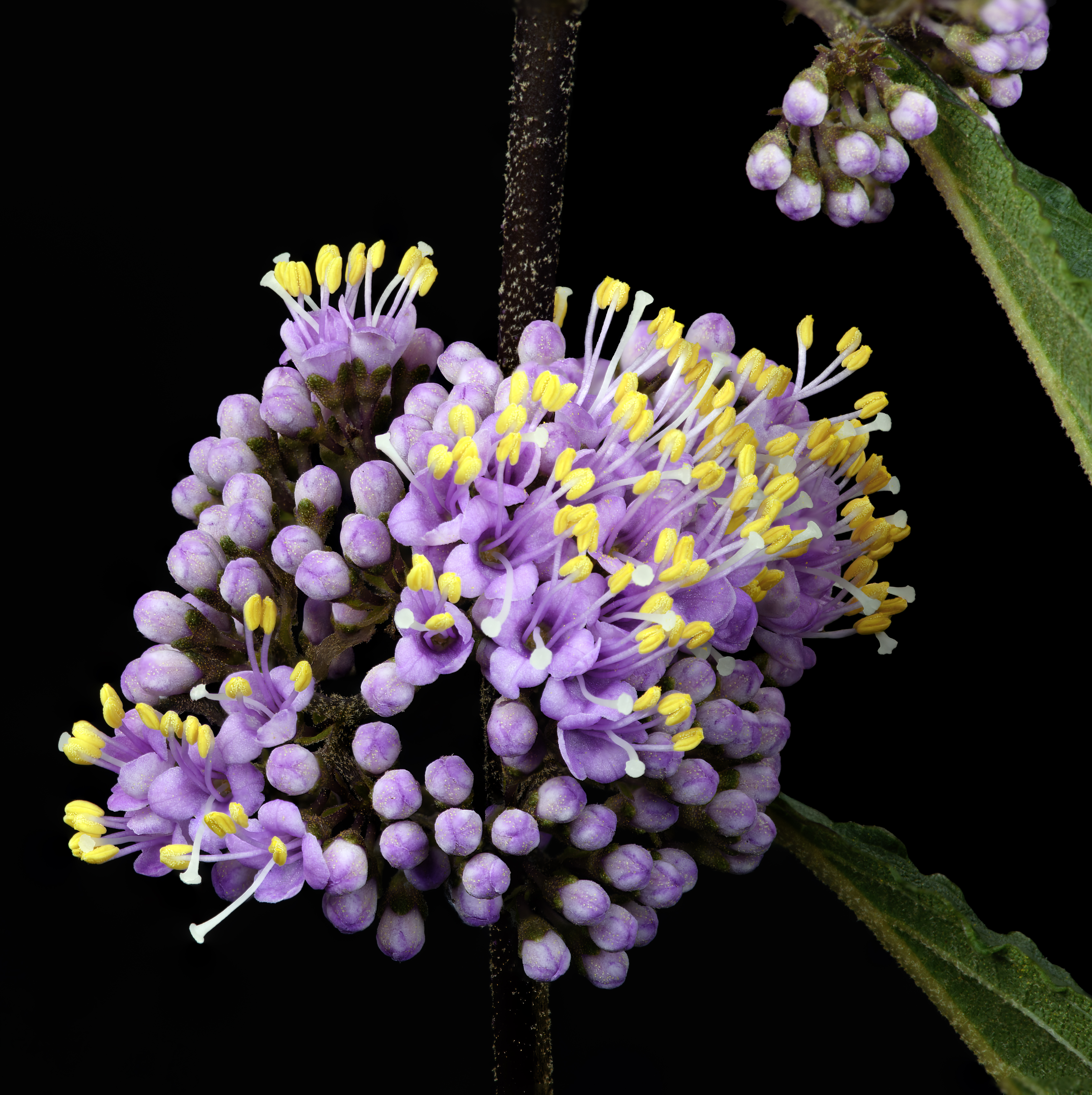
Bloem van Callicarpa bodinieri var. giraldii 'Profusion'